# Nino Ramishvili
Nino Shalvovna Ramishvili (in georgiano შალვას ასული რამიშვილი?; Tbilisi, 19 gennaio 1910 – Tbilisi, 6 settembre 2000) è stata una ballerina, coreografa e direttrice artistica georgiana naturalizzata sovietica, co-fondatrice del Balletto Nazionale Georgiano Sukhishvili insieme al marito.

## Biografia

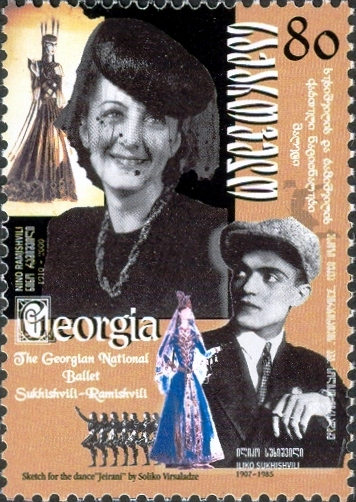
Nino Ramishvili e il marito in un francobollo georgiano del 2002

Nata a Tbilisi nel 1910, studiò danza alla scuola di Maria Perini tra il 1922 e il 1927, anno in cui fu scritturata come ballerina solista al Teatro dell'Opera di Tbilisi, ove danzò fino al 1936.
Nel 1945 fondò insieme al marito Iliko Sukhishvili il Balletto Nazionale Georgiana Sukhishvili, di cui fu prima ballerina e insegnante fino al 1972, anno in cui cominciò a dedicarsi esclusivamente alla coreografia. Sotto la sua guida, la compagnia si esibì anche nei maggiori teatri occidentali, tra cui il Metropolitan Opera House e il Teatro alla Scala nel 1967.
Nel 1949 fu insignita del Premio Stalin, nel 1963 fu proclamata Artista del popolo dell'Unione Sovietica, mentre nel 1990 fu nominata eroe del lavoro socialista.